# Supercopa Alemã de Voleibol Masculino de 2016
A Supercopa Alemã de Voleibol Masculino de 2016 foi a 1.ª edição deste torneio organizado pela Volleyball Bundesliga. Participaram do torneio o campeão e o vice-campeão do Campeonato Alemão de 2015–16.
O VfB Friedrichshafen conquistou o título inaugural desta competição ao derrotar o Berlin Recycling Volleys por 3 sets a 0. O ponteiro alemão Ruben Schott foi eleito o melhor jogador da partida.

## Regulamento
O torneio foi disputado em partida única.

## Local da partida
| Berlim, Alemanha    |
| Mercedes-Benz Arena |
| ------------------- |
|                     |
| Capacidade: 14 500  |

## Equipes participantes
| Equipe                   | Cidade          | Qualificação                                                         | Última participação |
| ------------------------ | --------------- | -------------------------------------------------------------------- | ------------------- |
| Berlin Recycling Volleys | Berlim          | Campeão da 1. Bundesliga de 2015–16 e da Copa da Alemanha de 2015–16 | Estreante           |
| VfB Friedrichshafen      | Friedrichshafen | Vice-campeão da 1. Bundesliga de 2015–16                             | Estreante           |

## Resultado
| Data   | Hora  |                          | Placar |                     | Set 1 | Set 2 | Set 3 | Set 4 | Set 5 | Total | Relatório |
| ------ | ----- | ------------------------ | ------ | ------------------- | ----- | ----- | ----- | ----- | ----- | ----- | --------- |
| 16 out | 15:30 | Berlin Recycling Volleys | 0–3    | VfB Friedrichshafen | 16–25 | 20–25 | 21–25 |       |       | 57–75 | Relatório |

## Premiação
| Supercopa Alemã de 2016                  |
| Baden-Württemberg                        |
| ---------------------------------------- |
| VfB Friedrichshafen Campeão (1.° título) |